# Eisenbahnunfall von Schwarzenau

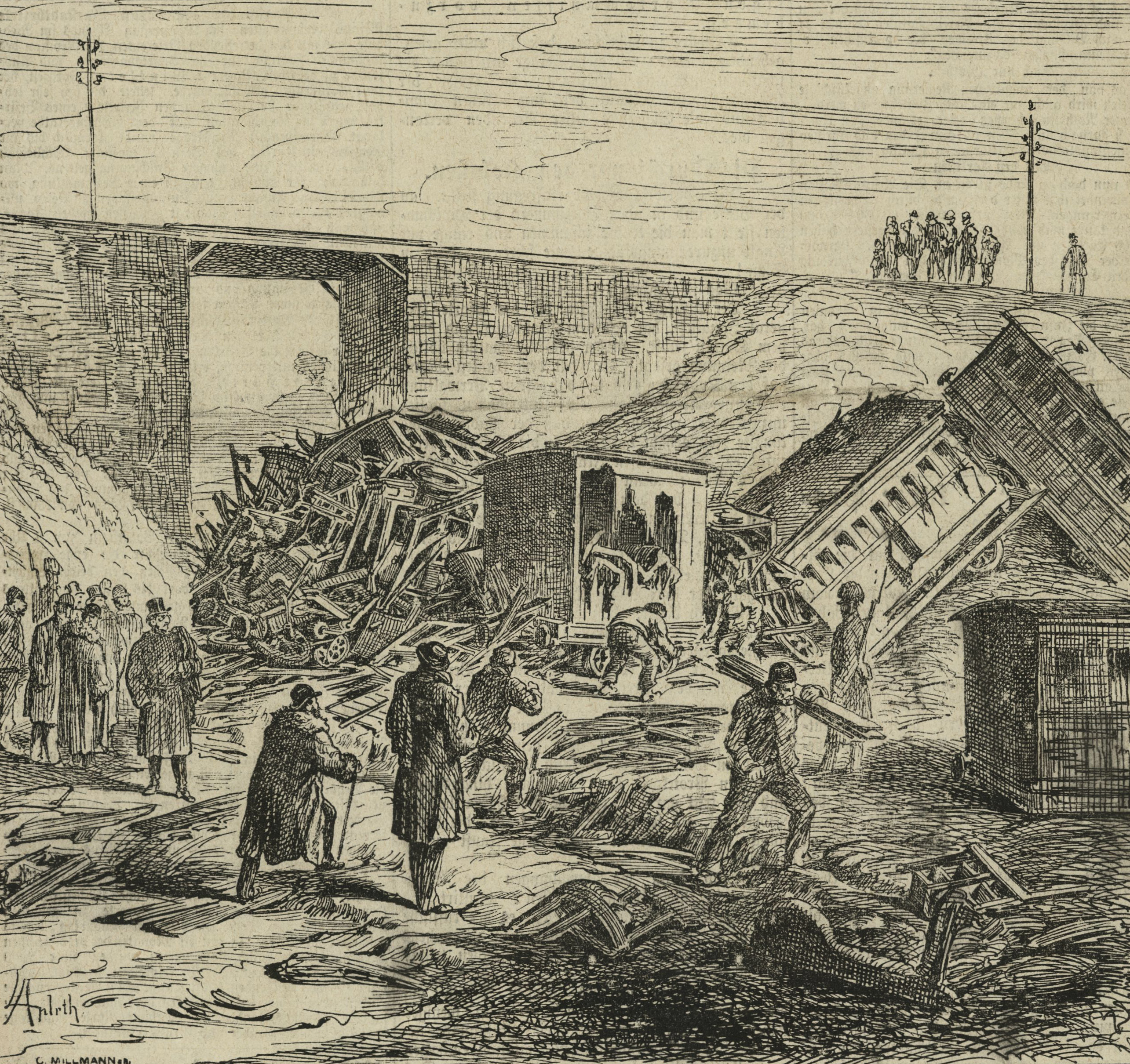
Die Eisenbahn-Katastrophe bei Schwarzenau.

Der Eisenbahnunfall von Schwarzenau war ein Anschlag auf der Franz-Josefs-Bahn bei Schwarzenau am 4. November 1875, wobei ein Personenzug entgleiste. Vermutlich 8 Menschen kamen dabei ums Leben.

## Ausgangslage

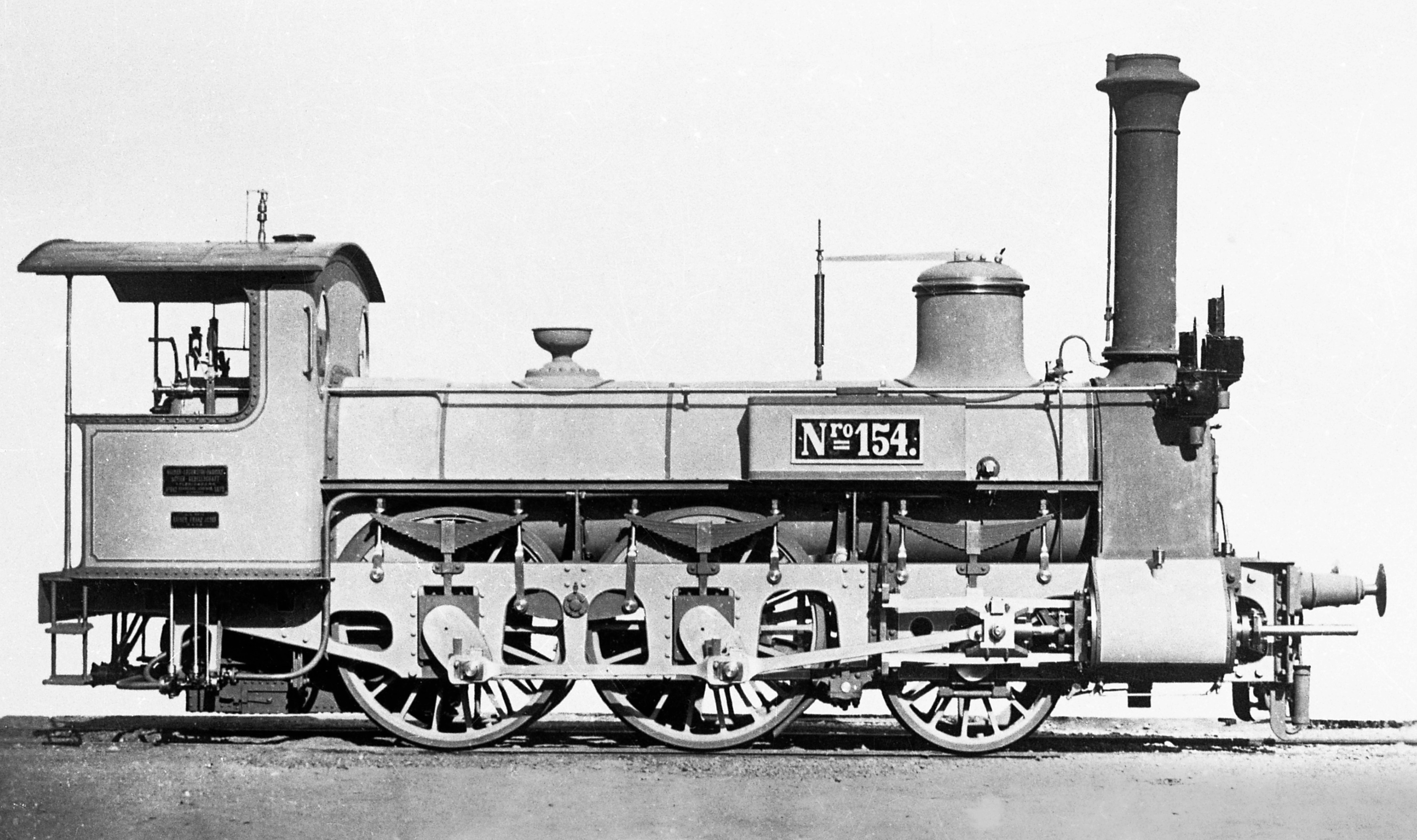
Lokomotive Nr. 48 aus dieser Reihe führte den verunfallten Zug

Die Franz-Josefs-Bahn verläuft vor dem Bahnhof Schwarzenau im Waldviertel, Niederösterreich, bei Limpfings auf einem 10 Meter hohen Damm in einem Gefälle von 5 ‰ und mit einer Kurve auf die 9 Meter lange Limpfingser-Brücke (nach anderen Quellen Stögersbacher Brücke) zu, zum Zeitpunkt des Unfalls eine Holzbrücke mit steinernen Widerlagern, die eine Straße querte.
Hier waren am Abend des 3. November noch gegen 20 Uhr und 20:30 Uhr zwei Güterzüge unterwegs, die die spätere Unfallstelle anstandslos passierten. Als nächster Zug folgte gegen 0:30 Uhr der Nachtpersonenzug Nr. 9 von Wien Franz-Josefs-Bahnhof (Abfahrt 19:45) nach Prag. 128 Reisende befanden sich in dem Zug. Er bestand aus der Dampflokomotive Nr. 48 mit Schlepptender und 14 zweiachsigen Wagen.
Der für den Streckenabschnitt zuständige Streckenwärter befand sich aufgrund seiner großen Familie und des geringen Einkommens in einer wirtschaftlichen Notlage. Daher entwickelte er die Idee, eine Unfallsituation zu provozieren, den Zug vor dem Unfall aber zu „retten“ und eine Belohnung dafür zu erhalten.

## Unfallhergang
Der Bahnwärter löste, nachdem die Güterzüge durchgefahren waren, in der Kurve ein 6 Meter langes Schienenstück aus dem äußeren Gleis und positionierte sich mit einer Warnleuchte oberhalb der Stelle, ein Stück in Richtung Wien am Gleis. Allerdings kam inzwischen starker Nebel auf.
Als der Zug kam, war der Nebel so dicht, dass das Lokomotivpersonal die Warnleuchte nicht wahrnahm und an dem Bahnwärter vorbeifuhr. Gegen 0:35 Uhr fuhr der Personenzug in die beschädigte Stelle des Gleises und entgleiste entlang der Tangente des Kurvenbogens. Die Lokomotive mitsamt Schlepptender und elf Wagen stürzten vom Damm, zum Teil auf die Straße unter der Brücke. Nur die letzten drei Wagen des Zuges blieben durch Kupplungsriss davon verschont. Die Lokomotive kam auf der Straße zu liegen und begrub ihr Personal unter sich, auf ihr türmten sich die nachfolgenden Wagen auf: drei Gepäckwagen, ein Postwagen und vier Personenwagen (darunter auch Schlafwagen). Die zweiachsigen Waggons mit ihren hölzernen Aufbauten wurden teilweise vollständig zertrümmert oder hatten sich ineinander geschoben. Der Kessel der Lokomotive wurde durch die darauf gestürzten Waggons schwer beschädigt, woraufhin der ausströmende Dampf den in den Trümmern des Postwaggons zum Liegen gekommenen Postoffizial tödlich verbrühte.
Der Bahnwärter hatte den Unfall mitbekommen und sofort ein Notsignal nach Schwarzenau gesendet, woraufhin von dort und vom Bahnhof in Göpfritz Hilfsmannschaften unterwegs waren. Die unverletzt gebliebenen Passagiere begannen indes, Erste Hilfe zu leisten und die in den Trümmern begrabenen zu bergen. Aus den Polstern der Sitz- und Liegewagen wurden provisorische Liegen gezimmert, auf denen die Verletzten gebettet wurden. Aus den nächstgelegenen Bahnhöfen trafen die Hilfsmannschaften mit Fackeln ein, zwei ebenfalls eingetroffene Ärzte begannen mit der medizinischen Versorgung der Verletzten. Um 3:00 traf der Hilfszug aus Gmünd ein.

## Folgen

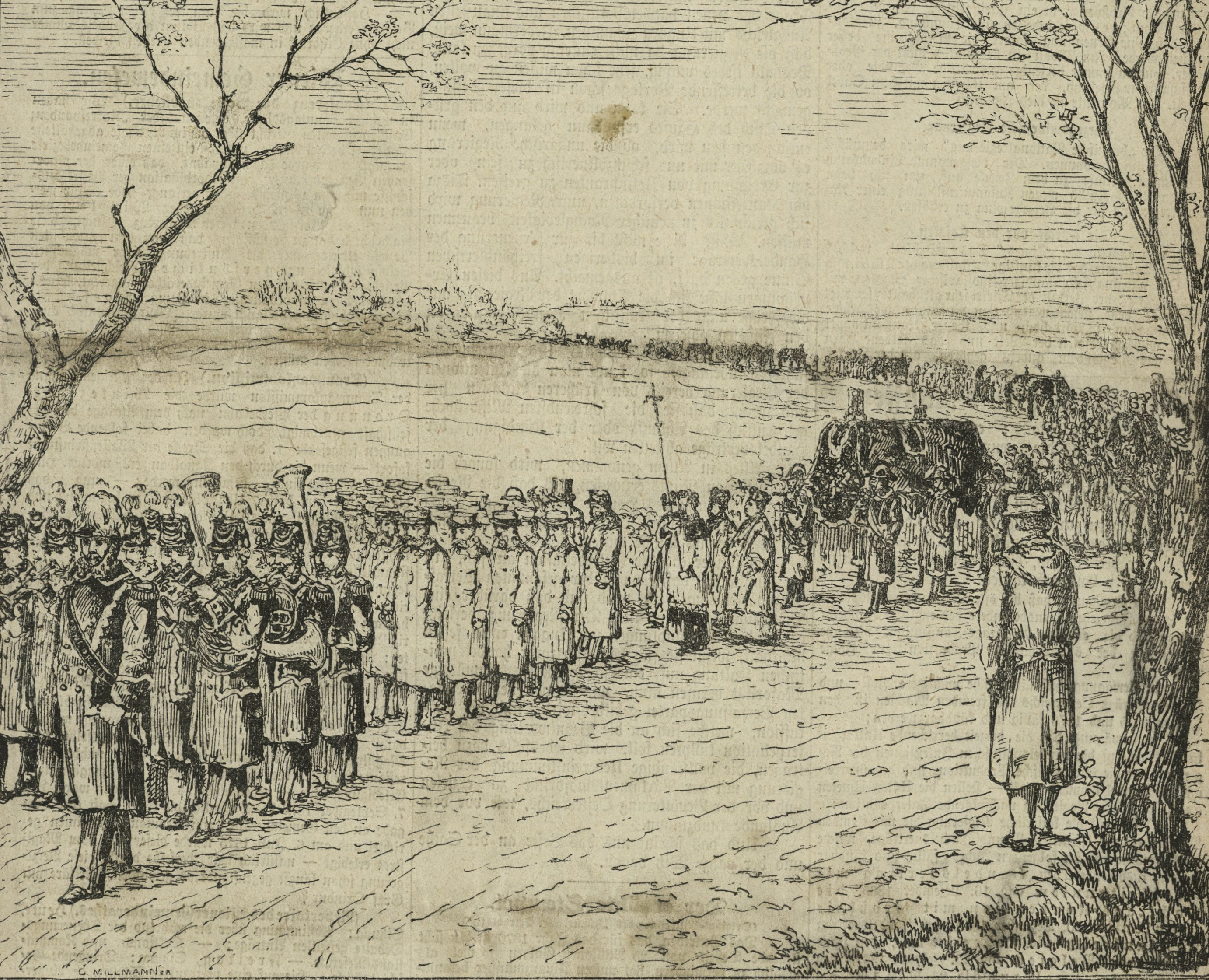
Der Leichenzug in Schwarzenau.

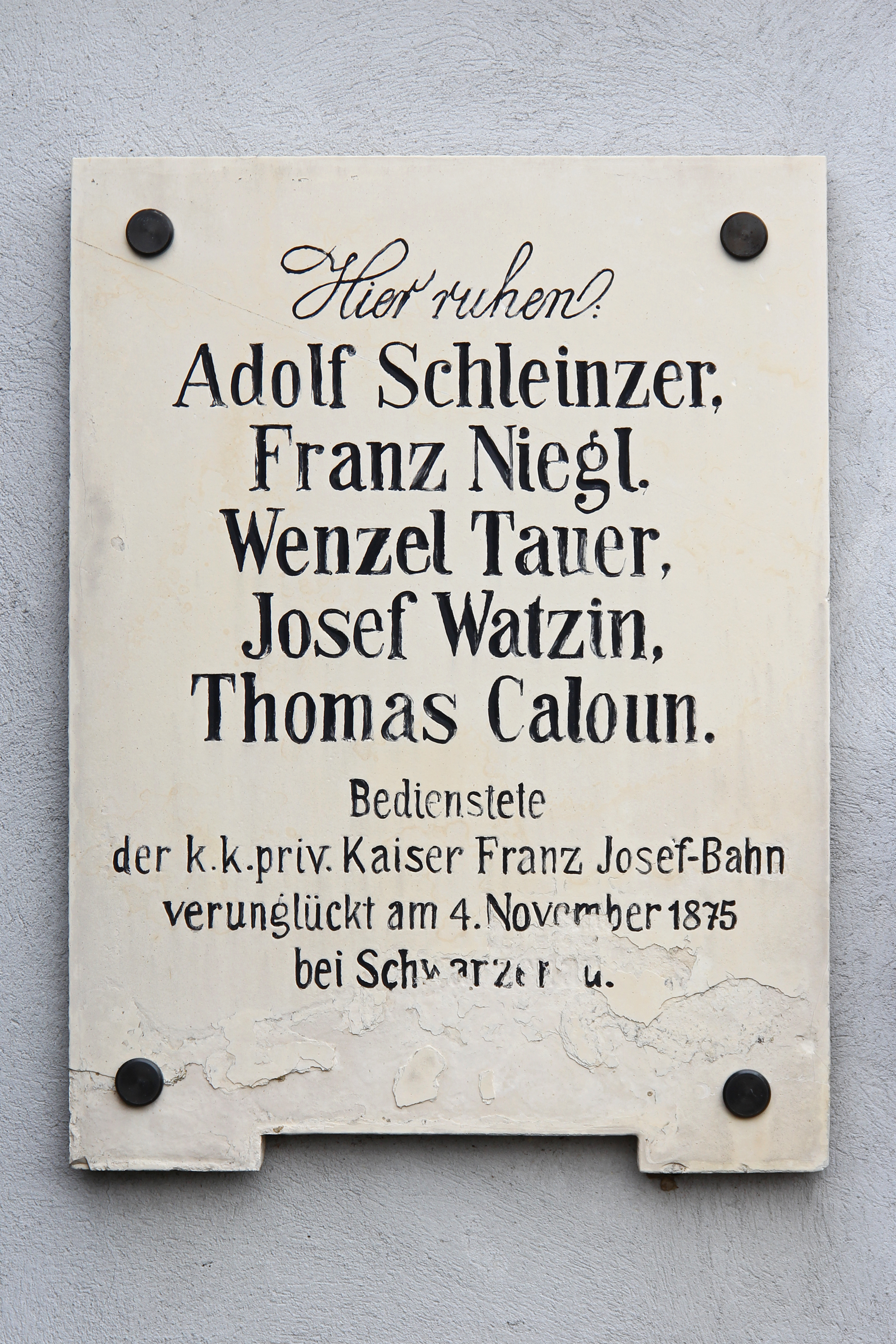
Gedenktafel für die beim Eisenbahnunfall verunglückten Bediensteten der Franz-Josefs-Bahn.

Fünf Eisenbahner, darunter Lokomotivführer und Heizer sowie ein Postbeamter, der im Postwagen Dienst tat, kamen ums Leben. Mindestens zwei Reisende starben, fünf weitere wurden darüber hinaus verletzt.
Die fünf getöteten Eisenbahner und der Postbeamte erhielten ein „Staatsbegräbnis“ auf dem Friedhof von Windigsteig.
Todesopfer gemäß Aussiger Anzeiger:
| Name                 | Anmerkung                |
| -------------------- | ------------------------ |
| Antonia Schiebl      | Brauersgattin aus Pilsen |
| Samuel Hutter        | Kaufmann aus Prag        |
| Adalbert Hradetzky   | k. k. Postoffizial       |
| Franz Niegl          | Ober-Kondukteur          |
| Josef Watzin         | Kondukteur               |
| Wenzel Tauer         | Kondukteur               |
| Adolf Schleinzer     | Maschinenführer          |
| Thomas Caloun/Kaloun | Maschinenheizer          |

Schwer verwundete gemäß Aussiger Anzeiger:
| Name                | Anmerkung                        |
| ------------------- | -------------------------------- |
| Pflanzl             | Photograph aus Marienbad         |
| Pflanzl             | Gattin des Photographen          |
| Johann v. Zeileisen | k. k. Statthaltereirath von Eger |
| v. Zeileisen        | Gattin des Statthaltereiraths    |
| Reichsdorfer        | Zwirnhändler aus Zetwegen        |
| Bohuslav            | k. k. Postoffizial               |
| Gabronsky           | k.k. Postkondukteur              |
| Proßmann            | Schlafwagenkondukteur            |
| Koch                | Kondukteur                       |

Eine erste Spurensicherung durch einen mitreisenden Oberst der Armee und einen aus Göpfritz herbeigeeilten Bahningenieur ergab ganz eindeutig, dass ein Anschlag verübt worden war. Der oder die Täter konnten zunächst nicht festgestellt, dem Bahnwärter auch nichts nachgewiesen werden. Die Polizei vermutete „Umstürzler“ als Täter. Der Vorgang musste ungeklärt zu den Akten gelegt werden.
Der Bahnwärter wurde später an eine andere Strecke versetzt und wegen psychischer Probleme frühpensioniert. Dabei erhielt er bei der Berechnung der Rente als Ausgleich für den bei dem Unfall im Dienst erlittenen Schock einige fiktive Berufsjahre anerkannt. Erst mehr als 35 Jahre später, kurz vor dem Ersten Weltkrieg, gestand er die Tat auf dem Totenbett. Das Geständnis wurde nach Aussagen der Hinterbliebenen zwar amtlich protokolliert, aber – um deren Ruf nicht zu schädigen – einfach nur zu den Akten genommen und nicht veröffentlicht.
Die verunglückte Lokomotive Nr. 48 wurde in der Hauptwerkstätte Gmünd wieder instand gesetzt. Sie war 1886 wieder in einen schweren Unfall, diesmal bei Summerau, verwickelt. Sie wurde 1927 bei den ČSD unter der Nummer 233.103 ausgemustert.